# États-Unis aux Jeux paralympiques d'hiver de 2018
Les États-Unis participent aux Jeux paralympiques d'hiver de 2018, à Pyeongchang, en Corée du Sud, du 9 au 18 mars 2018. Il s'agit de la douzième participation de ce pays aux Jeux d'hiver, les États-Unis ayant été présents à tous les Jeux.